# Đôi hài lọ lem
Cinderella Rong Tao Tae (tên tiếng Thái: ซินเดอเรลล่ารองเท้าแตะ, tên tiếng Việt: Đôi hài lọ lem) là bộ phim truyền hình Thái Lan phát sóng vào năm 2013. Phim phát sóng trên kênh Channel 7 (CH7) với sự tham gia của Arak Amornsupasiri và Peechaya Wattanamontree.

## Nội dung
Han (Min), nhân viên tại bộ phận giày cho Khun Chai là người đẹp trai, giàu có, đồng thời là chủ sở hữu của trung tâm mua sắm. Khun Chai vừa tốt nghiệp từ nước ngoài về. Han luôn ước mơ một ngày nào đó sẽ trở thành một nàng công chúa, mặc dù thực tế cuộc sống của cô chỉ là nhân viên bán giày ở trung tâm mua sắm. Nhưng vì tham vọng, Han đã lên kế hoạch biến Khun Chai thành sở hữu của mình dưới sự giúp đỡ của hai người bạn - họ đã biến Han từ một nhân viên bình thường thành cô gái giàu có và sành điệu. Họ vay mượn đủ thứ từ các trung tâm mua sắm nhằm đánh lừa Khun Chai rằng Han là một cô gái giàu có thật sự và là một Hiso bí mật, bởi vì đối thủ cạnh tranh với Han là một nữ hoàng sắc đẹp nổi tiếng.
Nhưng bí mật của Han đã bị Beu (Pae) - nhân viên ở bộ phận giày lót nam phát hiện ra. Tuy nhiên, Khun Chai đã rơi vào lưới tình của Han. Đồng thời, mỗi khi Han có vấn đề gì thì Beu lại là người giúp đỡ cô và an ủi cô, nhưng với Han, chỉ có Khun Chai là người duy nhất phù hợp với Han. Cuối cùng, Han đã phải quyết định lựa chọn giữa hoàng tử Khun Chai với đôi giày vàng mà Han luôn luôn mơ ước và người đàn ông mạnh mẽ Beu nhưng mang dép. Vậy cuối cùng, Han sẽ chọn ai?

## Diễn viên
| Diễn viên                      | Nhân vật                  |
| ------------------------------ | ------------------------- |
| Arak Amornsupasiri             | Bancha / Beu              |
| Peechaya Wattanamontree        | Harutai / Han / Honey     |
| Nattawut Isrankurâ Na Ayuttaya | Khun Chai                 |
| Nicha Palwatwichai             | Nongnuch                  |
| Puttipong Klamjeenpanuwong     | Yong                      |
| Stephanie Lerce                | Piyaporn / Mam            |
| Chawallakorn Wanthanapisitkul  | Ornapa / Apple            |
| Daran Thawankornphakhanat      | Dalah                     |
| Janat Rojanai                  | Jok                       |
| Napassorn Eiamcharoen          | Khun Noo Jah              |
| Phairote Sangwaribut           | Tanchanasuk               |
| Papassara Techapaibun          | Ruenruadee (mẹ Khun Chai) |
| Krongthong Rachatawan          | Daran                     |
| Naowarat Yuktanan              | Jae Pornpen               |
| Apaporn Nakornsawan            | Samorn Sri / Jae Mapraow  |
| Nok Chern-Yim                  | Panoy                     |
| Yingyong Yodbuangam            | Suradej / Pee Soo         |
| Thanya Rattanamalakul          | Jintana / Pipo            |
| Kom Chauncheun                 | Lung Jod                  |
| Tik Shiro                      | Natae                     |
| Siriporn Yooyord               | Na Dtoom                  |
| Narumon Nillawan               | Kru Somporn               |
| Kittipol Ketmanee              | (khách mời)               |

## Ca khúc nhạc phim
- ยังโสด (Yung Soht) - Olives
- ทำอะไรสักอย่าง (Tum Arai Suk Yahng) - Pae Arak
- ไกลแค่ไหน คือ ใกล้ (Glai Kae Nai Keu Glai) - Srei Vacharaphol
- รักไม่ยอมเปลี่ยนแปลง (Ruk Mai Yaum Bplian Bplaeng) - Pae Arak ft Srei Vacharaphol

## Rating
| Tập        | Rating |
| ---------- | ------ |
| 1          | 10.3   |
| 2          | 11.3   |
| 3          | 10.2   |
| 4          | 10.4   |
| 5          | 10.3   |
| 6          | 9.4    |
| 7          | 8.9    |
| 8          | 8.3    |
| 9          | 8.6    |
| 10         | 9.1    |
| 11         | 10.4   |
| 12         | 8.9    |
| 13         | 8.4    |
| 14         | 9.7    |
| 15         | 13.0   |
| Trung bình | 9.81   |